# Raoul du Roveray
Raoul Louis du Roveray (* 2. Quartal 1879 in Brentford; †  Juli 1940 ebenda) war ein englischer Badmintonspieler.

## Karriere
Raoul du Roverays größter sportlicher Erfolg datiert von den All England 1920. Dort startete er mit Archibald Frank Engelbach im Herrendoppel und siegte in dieser Disziplin bei dem ältesten und zu dieser Zeit hochkarätigsten Badmintonturnier der Welt. 1926 gewann er die Irish Open im Herrendoppel mit George Alan Thomas.

## Sportliche Erfolge
| Saison | Veranstaltung | Disziplin    | Platz | Name                                         |
| ------ | ------------- | ------------ | ----- | -------------------------------------------- |
| 1920   | All England   | Herrendoppel | 1     | Archibald Frank Engelbach / Raoul du Roveray |
| 1926   | Irish Open    | Herrendoppel | 1     | Raoul du Roveray / George Alan Thomas        |